# Stelis semenovi
Stelis semenovi är en biart som beskrevs av Popov 1933. Stelis semenovi ingår i släktet pansarbin, och familjen buksamlarbin. Inga underarter finns listade i Catalogue of Life.